# 카마던 타운 AFC
카마던 타운 AFC(영어: Carmarthen Town Association Football Club, 웨일스어: Clwb Pêl-droed Tref Caerfyrddin)는 카마던을 연고로 하는 웨일스의 축구 클럽이다. 현재는 캄리 사우스에 참가하고 있다.

## 성적
- 웨일스 컵 우승 1회 (2006-07), 준우승 2회 (1998-99, 2004-05)
- 웨일스 프리미어리그컵 우승 3회 (2004-05, 2012-13, 2013-14), 준우승 1회 (2003-04)
- 웨일스 풋볼 리그컵 우승 1회 (1995-96)